# Kawanishi (Nara)
Kawanishi (jap. 川西町 Kawanishi-chō) – miasto w Japonii, na wyspie Honsiu, w prefekturze Nara. Według danych na rok 2020 miejscowość zamieszkiwało 8 167 mieszkańców , a gęstość zaludnienia wyniosła 1377,2 os./km².